# Martinus Olai Nycopensis
Martinus Olai Nycopensis, född 8 februari 1596 i Nyköping, död 31 mars 1657 i Uppsala, var en svensk matematiker och astronom.

## Biografi
Martinus Olai Nycopensis var son till ärkebiskop Olaus Martini och Ragnhild Håkansdotter, och var inte släkt med Nicolaus Nycopensis utan härstammade från Bureätten. Martinus Olai blev student vid universitetet i Uppsala 1611, idkade mångåriga studier vid utländska universitet samt erhöll 1624 rektoratet vid Enköpings skola. Han blev filosofie doktor primus i Uppsala 1625 och promoverades "som den förste" av 20 magistrar av Martinus Gestrinius, samt utnämndes 1626 till e. o. och 1628 till ordinarie professor i matematik (Professor Archimedeus eller i Opt. et mech.). 1648 fick han tjänsten som professor i astronomi efter Olaus Stenius. Han var rektor för Uppsala universitet 1632 och 1644.
Martinus utgav en gradualdisputation, De natura et constitutione philosophice (1625), och presiderade för ett tjugutal akademiska disputationer i olika ämnen, bland annat åt botanikern Georg Alanus (De facultatibus animae vegetativa).
I arbetet De sole från 1649 behandlas Copernicus heliocentriska världsbild och den kan han ha varit huvudförfattare till. Före De sole hade Copernicus praktiskt taget förbigåtts med tystnad i Uppsala; bara kortfattat hade han omtalats. Verket presenterar kortfattat Copernicus teori och härleder den till Philolaus och pytagoréernas uppfattning att ett brinnande klot var kosmos centrum, något som antas vara en missuppfattning av den antika teorin. I De sole fastslås emot Copernicus att Tycho Brahes uppfattning är den allmänt anammade (Brahe modifierade den geocentriska världsbilden utan att överge den).
Martinus efterlämnade i handskrift bl. a. en framställning av optiken. Han ansågs för sin tid vara en framstående akademisk lärare.
Enligt Johannes Bureus var Martinus Olai gift med sin släkting Sara Kenicia, dotter till ärkebiskop Petrus Kenicius och Margareta Hansdotter Gammal.